# Ken (Barbie)

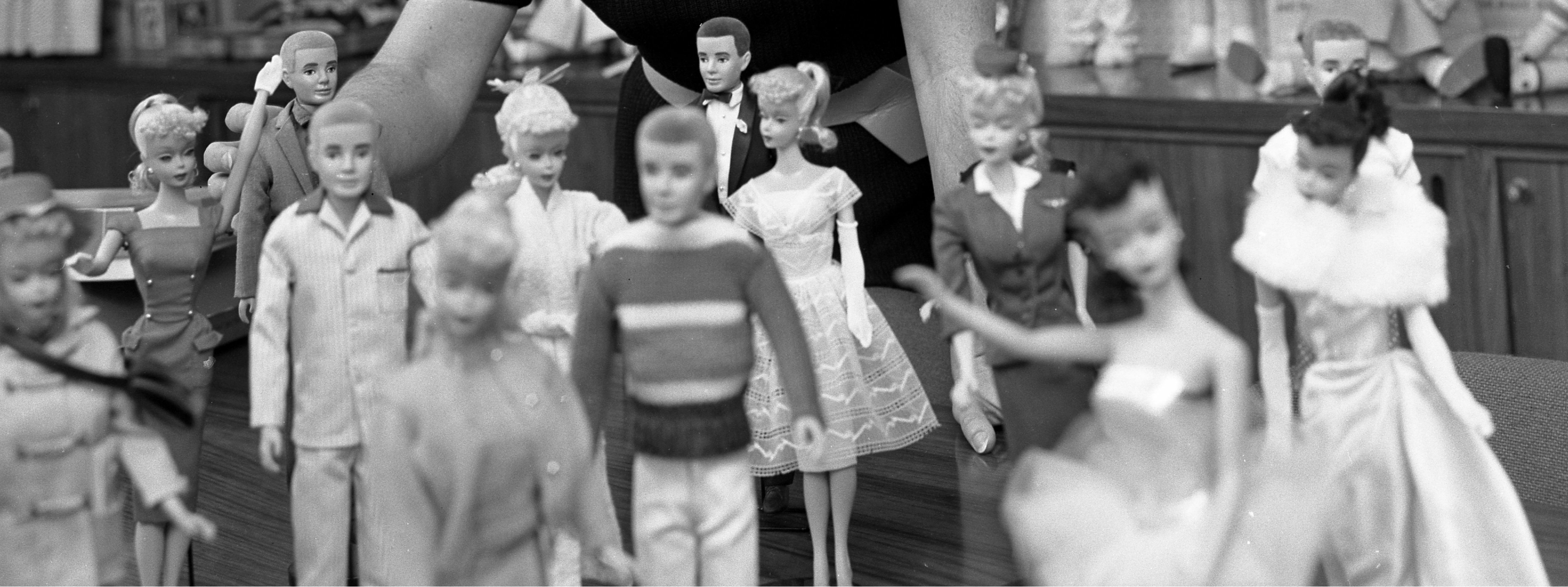
Esemplari di Ken e Barbie

Ken (il cui nome completo è Kenneth Sean Carson Jr.) è un action figure prodotta dalla Mattel e appartenente alla linea di fashion doll Barbie. Tale personaggio viene a volte erroneamente confuso col protagonista della linea Big Jim, sempre della Mattel.

## Storia
Introdotto sul mercato l'11 marzo del 1961, Ken Carson è il fidanzato di Barbie e come lei è statunitense: similarmente alla sua "compagna", sono stati commercializzati vari modelli di Ken, nonché linee di abbigliamento a lui dedicate. Solitamente biondo, è talora apparso con i capelli castani, tendenti comunque al chiaro: il Ken originario, al pari di Barbie, presentava invece una capigliatura nera. Rispetto a Barbie, i capelli di Ken sono realizzati in un'unica massa di plastica, piuttosto che come singoli filamenti e fanno parte dello stesso pezzo che costituisce la testa. Tuttavia, i primi modelli di Ken avevano capelli simili a quelli di Barbie, che però si rivelarono troppo fragili. Così come per Barbie, anche la fisionomia poco realistica di Ken ha suscitato alcune polemiche, scatenate dalla psicologa Kelly Brownell dell'università Yale. Secondo la biografia scritta dalla Mattel, Ken e Barbie si sono incontrati per la prima volta su un set televisivo.
Dal suo debutto, Ken è stato presentato in 40 differenti versioni, tra cui si ricordano la medaglia d'oro olimpica (1974 e 1997) e il parrucchiere (1991, 1992, 1999). Un modello di Ken lanciato nel 1993, Fashion Earring Ken, ha ottenuto notevole popolarità fra la comunità gay.
Nel febbraio 2004 Russell Arons, il vice presidente del reparto marketing della Mattel, trattandoli come personaggi reali dello star system ha annunciato la separazione di Barbie e Ken, a causa della riluttanza di Ken a sposarsi. Durante il suo allontanamento da Barbie non sono state prodotte nuove versioni di Ken. Nel febbraio 2006 è stato riferito che la coppia era ritornata insieme.